# ريتشل تايلور
ريتشل تايلور (بالإنجليزية: Rachel Taylor)‏ هي لاعبة اتحاد الرغبي بريطانية، ولدت في 13 يونيو 1983 في بانغور في المملكة المتحدة.